# Saison 4 de The Voice Kids (France)
 (septembre 2021).
Si vous disposez d'ouvrages ou d'articles de référence ou si vous connaissez des sites web de qualité traitant du thème abordé ici, merci de compléter l'article en donnant les références utiles à sa vérifiabilité et en les liant à la section « Notes et références ».
 (septembre 2021).
- Si vous ne connaissez pas le sujet, laissez ce bandeau (vous pouvez alors contacter les auteurs).
- Si vous supprimez le contenu mis en cause (vous pouvez préalablement contacter les auteurs),

argumentez précisément cette suppression dans la page de discussion
(un manque de référence n'est pas un argument ; une recherche réelle de référence doit avoir été effectuée, être formellement documentée).
La saison 4 de The Voice Kids réalisée par Tristan Carné et Didier Froehly est diffusée sur TF1 du 19 août 2017 au 30 septembre 2017. L'émission a compté 7 soirées : 4 soirées d'auditions à l'aveugle, 1 soirée de battles, 1 soirée pour la demi-finale et enfin la finale en direct, le samedi 30 septembre. Le jury reste inchangé.

## Participants

### Coachs et présentateurs
L'émission est présentée par :
- Nikos Aliagas, sur le plateau et pendant l'accueil des familles ;
- Karine Ferri, dans les coulisses et sur le plateau.

Le jury est composé de : 
- Matt Pokora, chanteur français ;
- Jenifer, chanteuse française ;
- Patrick Fiori, auteur-compositeur-interprète français

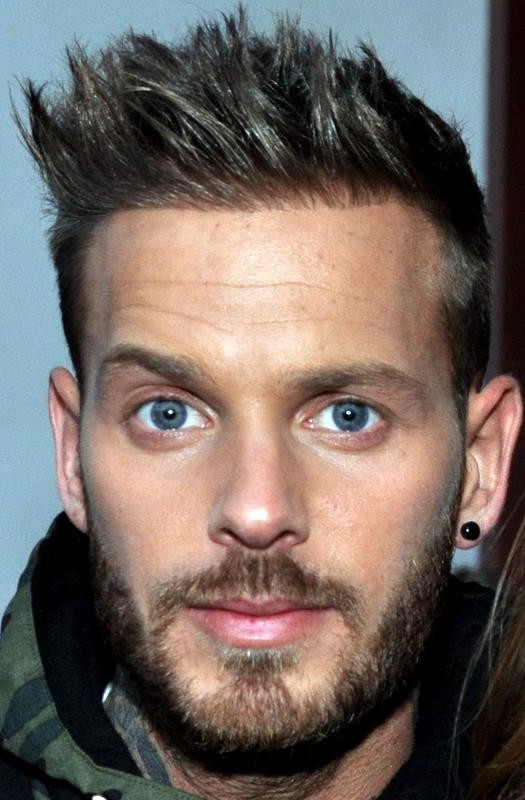
Matt Pokora
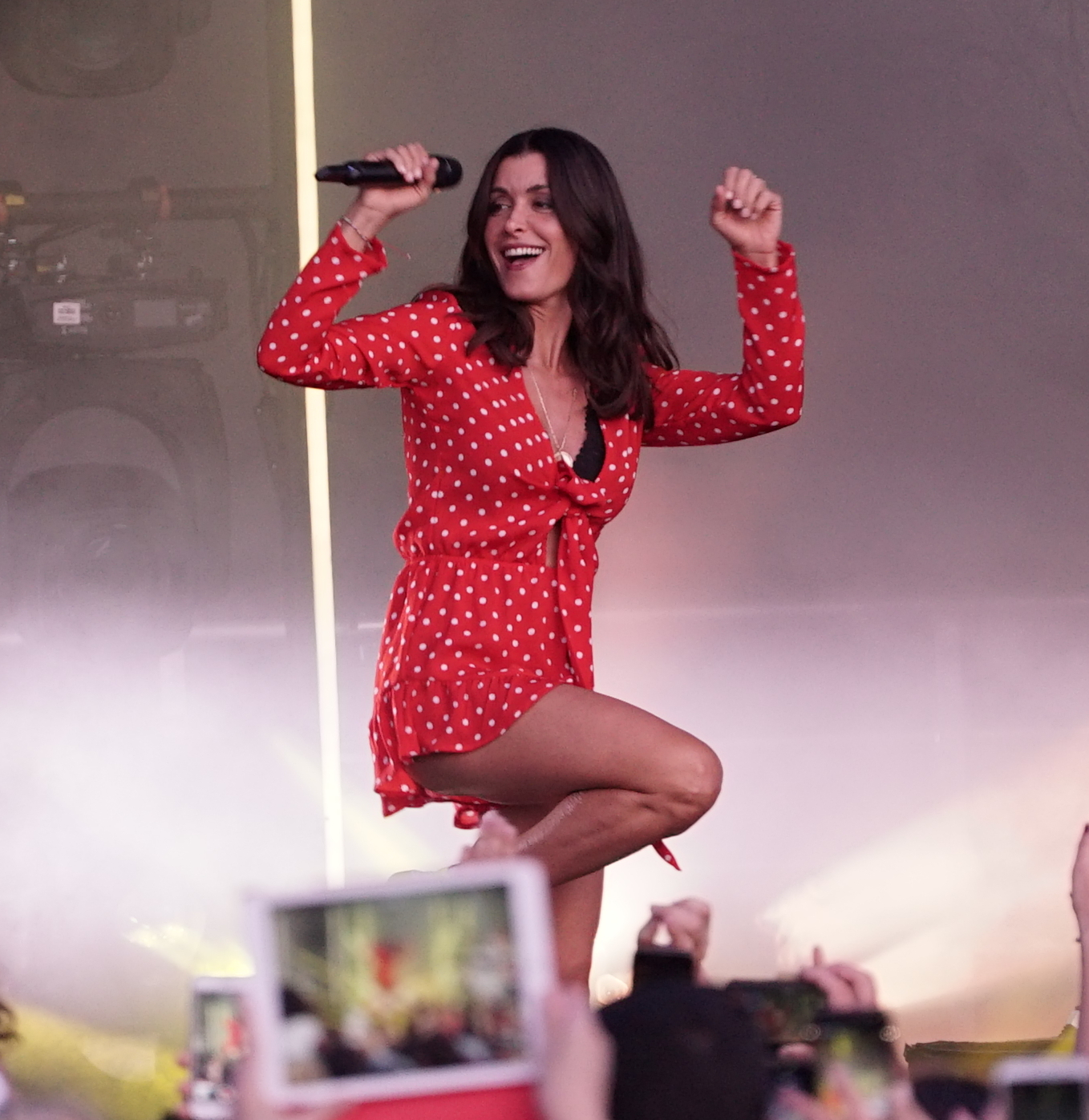
Jenifer
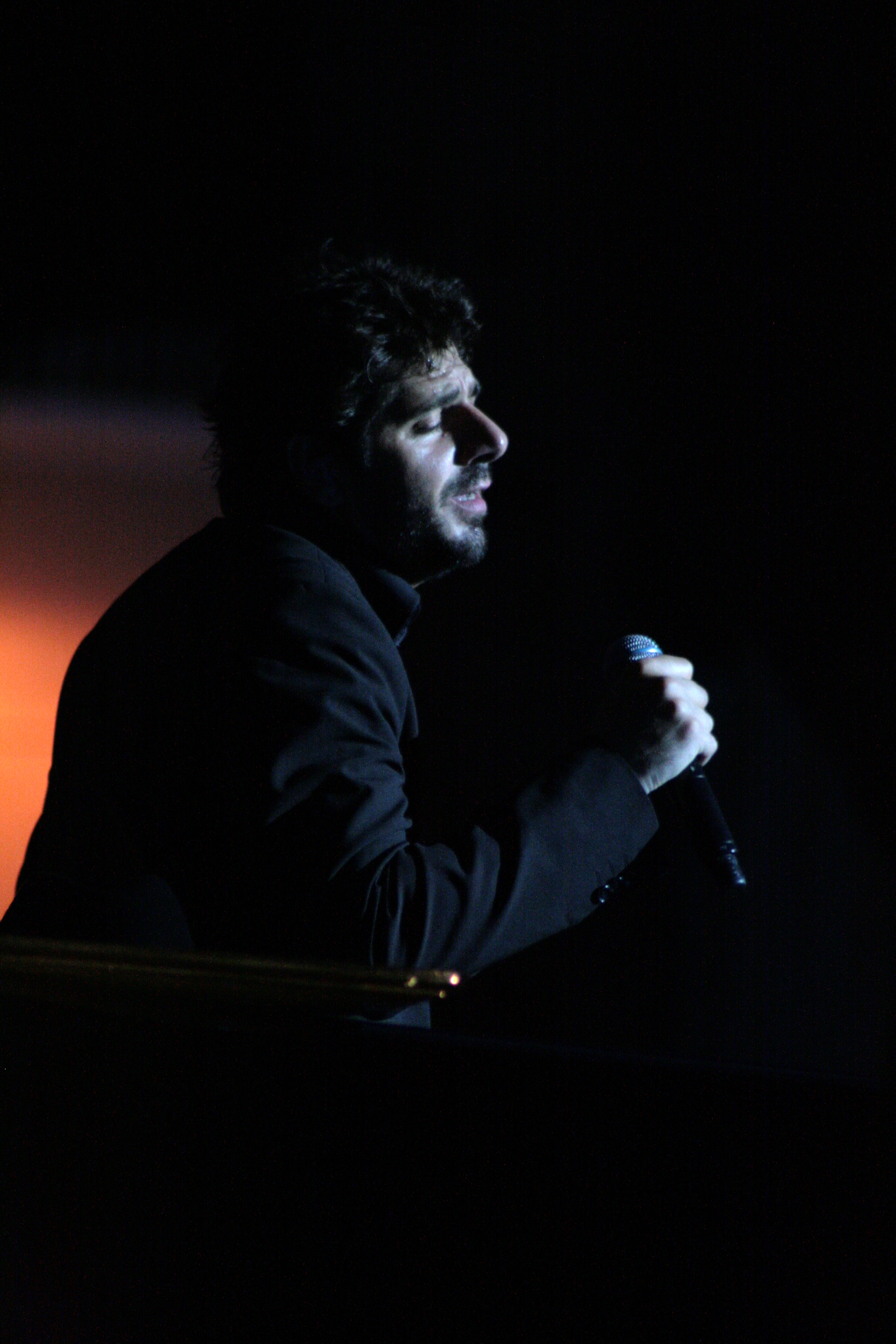
Patrick Fiori

### Candidats
| Étapes                  | #  | Patrick Fiori | Jenifer  | M.Pokora  |
| ----------------------- | -- | ------------- | -------- | --------- |
| Finalistes              | 1  | Angelina      | Leelou   | Betyssam  |
| Finalistes              | 2  | Cassidy       | Amandine | Antoine   |
| Éliminés en demi-finale | 3  | Kelvin        | Anagram  | Lilou     |
| Éliminés en demi-finale | 4  | Dylan         | Thibault | Ilyana    |
| Éliminés aux Battles    | 5  | Maria         | Clarisse | Axel      |
| Éliminés aux Battles    | 6  | Théo          | Pauline  | Loïc      |
| Éliminés aux Battles    | 7  | Lara          | Nawel    | Morgane   |
| Éliminés aux Battles    | 8  | Éléa          | Océane   | Christina |
| Éliminés aux Battles    | 9  | Cyril         | Célia    | Valentin  |
| Éliminés aux Battles    | 10 | Lou           | Lyn      | Marilou   |
| Éliminés aux Battles    | 11 | Swing         | Yann     | Tiny      |
| Éliminés aux Battles    | 12 | Monica        | Dylan    | Sahna     |

## Déroulement

### Étape 1: Les auditions à l'aveugle
Le principe est, pour chaque coach, de choisir les meilleurs candidats présélectionnés par la production. Lors des prestations de chaque candidat, chaque juré et futur coach est assis dans un fauteuil, dos à la scène et face au public, et écoute la voix du candidat sans le voir (d'où le terme « auditions à l'aveugle »). Lorsqu'il estime qu'il est en présence d'un bon candidat, le juré appuie sur un buzzer devant lui, qui retourne alors son fauteuil face au candidat, ce qui signifie que le juré, qui découvre enfin physiquement le candidat, est prêt à coacher le candidat et le veut dans son équipe. Si le juré est seul à s'être retourné, alors le candidat va par défaut dans son équipe. Par contre, si plusieurs jurés se retournent, c'est alors au candidat de choisir quel coach il veut rejoindre.
Légende

#### Épisode 1: les auditions à l'aveugle (1)
Le premier épisode est diffusé le 19 août 2017 à 21h00. Les coachs ouvrent les auditions à l'aveugle en interprétant Uptown Funk de Bruno Mars et Mark Ronson.
| Ordre | Candidat | Âge | Localisation                        | Chanson                                    | Choix des coachs et des candidats      | Choix des coachs et des candidats      | Choix des coachs et des candidats      |
| Ordre | Candidat | Âge | Localisation                        | Chanson                                    | Matt Pokora                            | Jenifer                                | Patrick Fiori                          |
| ----- | -------- | --- | ----------------------------------- | ------------------------------------------ | -------------------------------------- | -------------------------------------- | -------------------------------------- |
| 1     | Angelina | 9   | La Ciotat, Bouches-du-Rhône         | All in You - Synapson feat. Anna Kova      | Le coach a buzzé sur ce candidat.      | Le coach a buzzé sur ce candidat.      | Le candidat rejoint l'équipe du coach. |
| 2     | Loïc     | 13  | Fuveau, Bouches-du-Rhône            | Toi et moi - Guillaume Grand               | Le candidat rejoint l'équipe du coach. | Le coach a buzzé sur ce candidat.      | —                                      |
| 3     | Kamil    | 8   | Orléans, Loiret                     | Le Prince Aladin - Black M feat. Kev Adams | —                                      | —                                      | —                                      |
| 4     | Leelou   | 11  | Pau, Pyrénées-Atlantiques           | If I Ain't Got You - Alicia Keys           | Le coach a buzzé sur ce candidat.      | Le candidat rejoint l'équipe du coach. | Le coach a buzzé sur ce candidat.      |
| 5     | Thomas   | 10  | Montpellier, Hérault                | Si jamais j'oublie - Zaz                   | —                                      | —                                      | —                                      |
| 6     | Sahna    | 11  | Valence, Drôme                      | Come - Jain                                | Le candidat rejoint l'équipe du coach. | Le coach a buzzé sur ce candidat.      | Le coach a buzzé sur ce candidat.      |
| 7     | Pauline  | 13  | Aubord, Gard                        | Encore un soir - Céline Dion               | —                                      | Le coach a buzzé sur ce candidat       | —                                      |
| 8     | Monica   | 13  | Lyon, Rhône                         | I Have Nothing - Whitney Houston           | Le coach a buzzé sur ce candidat.      | Le coach a buzzé sur ce candidat.      | Le candidat rejoint l'équipe du coach. |
| 9     | Antoine  | 13  | Metz, Moselle                       | More Than Words - Extreme                  | —                                      | —                                      | —                                      |
| 10    | Morgane  | 14  | Bouillargues, Gard                  | Raggamuffin - Selah Sue                    | Le coach a buzzé sur ce candidat       | —                                      | —                                      |
| 11    | Dylan    | 12  | Saint-Arnoult-en-Yvelines, Yvelines | Adieu - Slimane                            | —                                      | —                                      | Le coach a buzzé sur ce candidat       |
| 12    | Maria    | 12  | Magagnosc, Alpes-Maritimes          | Million Years Ago - Adele                  | Le coach a buzzé sur ce candidat.      | Le coach a buzzé sur ce candidat.      | Le candidat rejoint l'équipe du coach. |

#### Épisode 2: les auditions à l'aveugle (2)
Le deuxième épisode est diffusé le 26 août 2017 à 21h00.
| Ordre | Candidat                    | Âge     | Localisation                           | Chanson                                    | Choix des coachs et des candidats      | Choix des coachs et des candidats      | Choix des coachs et des candidats      |
| Ordre | Candidat                    | Âge     | Localisation                           | Chanson                                    | Matt Pokora                            | Jenifer                                | Patrick Fiori                          |
| ----- | --------------------------- | ------- | -------------------------------------- | ------------------------------------------ | -------------------------------------- | -------------------------------------- | -------------------------------------- |
| 1     | Clarisse                    | 13      | Sigean, Aude                           | Imagine - John Lennon                      | —                                      | Le candidat rejoint l'équipe du coach. | Le coach a buzzé sur ce candidat.      |
| 2     | Enzo                        | 13      | Ballancourt-sur-Essonne, Essonne       | Le Chant des sirènes - Fréro Delavega      | —                                      | —                                      | —                                      |
| 3     | Éléa                        | 11      | Auffargis, Yvelines                    | Les Moulins de mon cœur - Michel Legrand   | Le coach a buzzé sur ce candidat.      | Le coach a buzzé sur ce candidat.      | Le candidat rejoint l'équipe du coach. |
| 4     | Betyssam                    | 14      | Reims, Marne                           | Rather Be - Clean Bandit feat. Jess Glynne | Le candidat rejoint l'équipe du coach. | Le coach a buzzé sur ce candidat.      | Le coach a buzzé sur ce candidat.      |
| 5     | Amandine                    | 15      | Montauban-de-Bretagne, Ille-et-Vilaine | Skinny Love - Bon Iver & Birdy             | Le coach a buzzé sur ce candidat.      | Le candidat rejoint l'équipe du coach. | Le coach a buzzé sur ce candidat.      |
| 6     | Eddy                        | 10      | Saumur, Maine-et-Loire                 | Encore un soir - Céline Dion               | —                                      | —                                      | —                                      |
| 7     | Anagram (Alfred & Aurélien) | 15 & 15 | 18e arrondissement, Paris              | Il est où le bonheur ? - Christophe Maé    | Le coach a buzzé sur ce candidat.      | Le candidat rejoint l'équipe du coach. | Le coach a buzzé sur ce candidat.      |
| 8     | Swing                       | 8       | Perpignan, Pyrénées-Orientales         | All by Myself - Céline Dion                | Le coach a buzzé sur ce candidat.      | Le coach a buzzé sur ce candidat.      | Le candidat rejoint l'équipe du coach. |
| 9     | Océane                      | 12      | Orbe, Suisse                           | Hijo de la Luna - Mecano                   | —                                      | Le coach a buzzé sur ce candidat       | —                                      |
| 10    | Antoine                     | 15      | Valognes, Manche                       | Let It Go - James Bay                      | Le candidat rejoint l'équipe du coach. | Le coach a buzzé sur ce candidat.      | —                                      |
| 11    | Chiara                      | 9       | Vitry-sur-Seine, Val-de-Marne          | Call Me Maybe - Carly Rae Jepsen           | —                                      | —                                      | —                                      |
| 12    | Marilou,                    | 14      | Saint-Samson-la-Poterie, Oise          | Évidemment - France Gall                   | Le coach a buzzé sur ce candidat       | —                                      | —                                      |

#### Épisode 3: les auditions à l'aveugle (3)
Le troisième épisode est diffusé le 2 septembre 2017 à 21h00.
| Ordre | Candidat  | Âge | Localisation                         | Chanson                                     | Choix des coachs et des candidats      | Choix des coachs et des candidats      | Choix des coachs et des candidats      |
| Ordre | Candidat  | Âge | Localisation                         | Chanson                                     | Matt Pokora                            | Jenifer                                | Patrick Fiori                          |
| ----- | --------- | --- | ------------------------------------ | ------------------------------------------- | -------------------------------------- | -------------------------------------- | -------------------------------------- |
| 1     | Christina | 15  | Loyettes, Ain                        | Hurt - Christina Aguilera                   | Le candidat rejoint l'équipe du coach. | Le coach a buzzé sur ce candidat.      | —                                      |
| 2     | Mathy     | 14  | Boulogne-Billancourt, Hauts-de-Seine | On ira - Zaz                                | —                                      | —                                      | —                                      |
| 3     | Dylan     | 14  | Seignosse, Landes                    | You Got the Love - Florence and the Machine | Le coach a buzzé sur ce candidat.      | Le candidat rejoint l'équipe du coach. | Le coach a buzzé sur ce candidat.      |
| 4     | Lou       | 11  | Montauroux, Var                      | Faded - Alan Walker                         | —                                      | Le coach a buzzé sur ce candidat.      | Le candidat rejoint l'équipe du coach. |
| 5     | Thibault  | 11  | Pau, Pyrénées-Atlantiques            | Emmène-moi - Boulevard des airs             | —                                      | Le coach a buzzé sur ce candidat       | —                                      |
| 6     | Cassidy   | 15  | Saint-Raphaël, Var                   | Amazing Grace - Chant gospel                | Le coach a buzzé sur ce candidat.      | Le coach a buzzé sur ce candidat.      | Le candidat rejoint l'équipe du coach. |
| 7     | Valentina | 7   | Thorigné-Fouillard, Ille-et-Vilaine  | Tra te e il mare - Laura Pausini            | —                                      | —                                      | —                                      |
| 8     | Théo      | 14  | Saint-Jean-de-Braye, Loiret          | Alive - Sia                                 | Le coach a buzzé sur ce candidat.      | Le coach a buzzé sur ce candidat.      | Le candidat rejoint l'équipe du coach. |
| 9     | Axel      | 12  | Lesneven, Finistère                  | Radioactive - Imagine Dragons               | Le coach a buzzé sur ce candidat       | —                                      | —                                      |
| 10    | Lilou     | 14  | New York, États-Unis                 | Your Song - Elton John                      | Le candidat rejoint l'équipe du coach. | Le coach a buzzé sur ce candidat.      | Le coach a buzzé sur ce candidat.      |
| 11    | Eva       | 10  | Marseille, Bouches-du-Rhône          | Je vais t'aimer - Michel Sardou             | —                                      | —                                      | —                                      |
| 12    | Yann      | 14  | Rixheim, Haut-Rhin                   | Soulman - Ben l'Oncle Soul                  | —                                      | Le coach a buzzé sur ce candidat       | —                                      |

#### Épisode 4: les auditions à l'aveugle (4)
Le quatrième épisode est diffusé le 9 septembre 2017 à 21h00.
| Ordre | Candidat | Âge | Localisation                        | Chanson                                  | Choix des coachs et des candidats      | Choix des coachs et des candidats      | Choix des coachs et des candidats      |
| Ordre | Candidat | Âge | Localisation                        | Chanson                                  | Matt Pokora                            | Jenifer                                | Patrick Fiori                          |
| ----- | -------- | --- | ----------------------------------- | ---------------------------------------- | -------------------------------------- | -------------------------------------- | -------------------------------------- |
| 1     | Ilyana   | 11  | Le Havre, Seine-Maritime            | Dernière Danse - Indila                  | Le candidat rejoint l'équipe du coach. | Le coach a buzzé sur ce candidat.      | Le coach a buzzé sur ce candidat.      |
| 2     | Tiny     | 13  | Saint-Denis, Seine-Saint-Denis      | Are We Awake - Tal                       | Le coach a buzzé sur ce candidat       | —                                      | —                                      |
| 3     | Nathan   | 14  | Saint-Brieuc, Côtes-d'Armor         | Catch and Release - Matt Simons          | —                                      | —                                      | —                                      |
| 4     | Kelvin   | 14  | La Chapelle, Seine-Saint-Denis      | Diamonds - Rihanna                       | Le coach a buzzé sur ce candidat.      | Le coach a buzzé sur ce candidat.      | Le candidat rejoint l'équipe du coach. |
| 5     | Noée     | 14  | Nantes, Loire-Atlantique            | Les Yeux de la mama - Kendji Girac       | —                                      | —                                      | —                                      |
| 6     | Cyril    | 12  | Narbonne, Aude                      | When We Were Young - Adele               | —                                      | Le coach a buzzé sur ce candidat.      | Le candidat rejoint l'équipe du coach. |
| 7     | Célia    | 14  | Narbonne, Aude                      | Take Me to Church - Hozier               | Le coach a buzzé sur ce candidat.      | Le candidat rejoint l'équipe du coach. | —                                      |
| 8     | Lyn      | 10  | Paris, Paris                        | I Will Always Love You - Whitney Houston | Le coach a buzzé sur ce candidat.      | Le candidat rejoint l'équipe du coach. | Le coach a buzzé sur ce candidat.      |
| 9     | Valentin | 13  | Thônex, Suisse                      | Believe - Cher                           | Le coach a buzzé sur ce candidat       | —                                      | —                                      |
| 10    | Tanit    | 11  | Paris                               | Le Droit à l'erreur - Amel Bent          | —                                      | —                                      | —                                      |
| 11    | Lara     | 11  | Salon-de-Provence, Bouches-du-Rhône | Tourne - Louane                          | —                                      | Le coach a buzzé sur ce candidat.      | Le candidat rejoint l'équipe du coach. |
| 12    | Nawel    | 10  | Agen, Lot-et-Garonne                | Redemption Song - Bob Marley             | —                                      | Le coach a buzzé sur ce candidat       | —                                      |

### Étape 2: les Battles
Légende
- Le talent a remporté la Battle
- Le talent a perdu la Battle

| Coach         | Ordre | Gagnant  | Chanson                                              | Perdants  |
| ------------- | ----- | -------- | ---------------------------------------------------- | --------- |
| Matt Pokora   | 1     | Betyssam | This One's for You - David Guetta feat. Zara Larsson | Sahna     |
| Matt Pokora   | 1     | Betyssam | This One's for You - David Guetta feat. Zara Larsson | Tiny      |
| Jenifer       | 2     | Anagram  | American Boy - Estelle feat. Kanye West              | Dylan     |
| Jenifer       | 2     | Anagram  | American Boy - Estelle feat. Kanye West              | Yann      |
| Patrick Fiori | 3     | Cassidy  | Destin - Céline Dion                                 | Monica    |
| Patrick Fiori | 3     | Cassidy  | Destin - Céline Dion                                 | Swing     |
| Matt Pokora   | 4     | Lilou    | Je ne sais pas - Joyce Jonathan                      | Marilou   |
| Matt Pokora   | 4     | Lilou    | Je ne sais pas - Joyce Jonathan                      | Valentin  |
| Jenifer       | 5     | Leelou   | One Last Time - Ariana Grande                        | Lyn       |
| Jenifer       | 5     | Leelou   | One Last Time - Ariana Grande                        | Célia     |
| Patrick Fiori | 6     | Dylan    | Donne-moi le temps - Jenifer                         | Lou       |
| Patrick Fiori | 6     | Dylan    | Donne-moi le temps - Jenifer                         | Cyril     |
| Matt Pokora   | 7     | Ilyana   | Cheap Thrills - Sia feat. Sean Paul                  | Christina |
| Matt Pokora   | 7     | Ilyana   | Cheap Thrills - Sia feat. Sean Paul                  | Morgane   |
| Jenifer       | 8     | Amandine | L'Encre de tes yeux - Francis Cabrel                 | Océane    |
| Jenifer       | 8     | Amandine | L'Encre de tes yeux - Francis Cabrel                 | Nawel     |
| Patrick Fiori | 9     | Angelina | Lost on You - LP                                     | Éléa      |
| Patrick Fiori | 9     | Angelina | Lost on You - LP                                     | Lara      |
| Matt Pokora   | 10    | Antoine  | Comme des enfants - Cœur de pirate                   | Loïc      |
| Matt Pokora   | 10    | Antoine  | Comme des enfants - Cœur de pirate                   | Axel      |
| Jenifer       | 11    | Thibault | Nos Secrets - Louane                                 | Pauline   |
| Jenifer       | 11    | Thibault | Nos Secrets - Louane                                 | Clarisse  |
| Patrick Fiori | 12    | Kelvin   | Say Say Say - Michael Jackson feat. Paul McCartney   | Théo      |
| Patrick Fiori | 12    | Kelvin   | Say Say Say - Michael Jackson feat. Paul McCartney   | Maria     |

### Étape 3: la demi-finale
Légende
- Sauvé(e) pour la finale
- Éliminé(e) de la compétition

| Coach         | Ordre | Talent   | Chanson                                   | Résultat |
| ------------- | ----- | -------- | ----------------------------------------- | -------- |
| Patrick Fiori | 1     | Dylan    | Éblouie par la nuit - Zaz                 | Éliminé  |
| Patrick Fiori | 2     | Cassidy  | Tu n'es plus là - Amel Bent               | Sauvée   |
| Patrick Fiori | 3     | Kelvin   | Envole-moi - Jean-Jacques Goldman         | Éliminé  |
| Patrick Fiori | 4     | Angelina | J'envoie valser - Zazie                   | Sauvée   |
| Jenifer       | 5     | Amandine | Time After Time - Cyndi Lauper            | Sauvée   |
| Jenifer       | 6     | Thibault | On dirait - Amir                          | Éliminé  |
| Jenifer       | 7     | Leelou   | Mon ange - Nolwenn Leroy                  | Sauvée   |
| Jenifer       | 8     | Anagram  | La Mauvaise Réputation - Georges Brassens | Éliminés |
| Matt Pokora   | 9     | Ilyana   | No One - Alicia Keys                      | Éliminée |
| Matt Pokora   | 10    | Betyssam | Au Café des délices - Patrick Bruel       | Sauvée   |
| Matt Pokora   | 11    | Antoine  | Just the Way You Are - Bruno Mars         | Sauvé    |
| Matt Pokora   | 12    | Lilou    | Je m'en vais - Vianney                    | Éliminée |

### Étape 4: la finale
Légende
- Sauvé(e) par le public
- Éliminé(e) de la compétition

| Coach                           | Ordre                           | Talent                          | Chanson                                                               | Résultat                                                              |
| ------------------------------- | ------------------------------- | ------------------------------- | --------------------------------------------------------------------- | --------------------------------------------------------------------- |
| Patrick Fiori                   | 1                               | Angelina                        | Tous les mêmes - Stromae                                              | Sauvée                                                                |
| Patrick Fiori                   | 2                               | Cassidy                         | Hello - Adele                                                         | Éliminée                                                              |
| Patrick Fiori et ses finalistes | Patrick Fiori et ses finalistes | Patrick Fiori et ses finalistes | Je joue de la musique - Calogero                                      | Je joue de la musique - Calogero                                      |
| Jenifer                         | 3                               | Amandine                        | La Foule - Édith Piaf                                                 | Éliminée                                                              |
| Jenifer                         | 4                               | Leelou                          | Chandelier - Sia                                                      | Sauvée                                                                |
| Jenifer et ses finalistes       | Jenifer et ses finalistes       | Jenifer et ses finalistes       | Les Filles d'aujourd'hui - Vianney et Joyce Jonathan                  | Les Filles d'aujourd'hui - Vianney et Joyce Jonathan                  |
| Louane                          | Louane                          | Louane                          | On était beau - Louane                                                | On était beau - Louane                                                |
| Matt Pokora                     | 5                               | Betyssam                        | Halo - Beyoncé                                                        | Sauvée                                                                |
| Matt Pokora                     | 6                               | Antoine                         | Chanter - Florent Pagny                                               | Éliminé                                                               |
| Matt Pokora et ses finalistes   | Matt Pokora et ses finalistes   | Matt Pokora et ses finalistes   | Feels - Calvin Harris feat. Pharrell Williams & Katy Perry & Big Sean | Feels - Calvin Harris feat. Pharrell Williams & Katy Perry & Big Sean |
| Patrick Fiori                   | Patrick Fiori                   | Patrick Fiori                   | Où je vis - Patrick Fiori                                             | Où je vis - Patrick Fiori                                             |

| Coach         | Ordre | Talent   | Chanson                                    | Résultat  |
| ------------- | ----- | -------- | ------------------------------------------ | --------- |
| Patrick Fiori | 1     | Angelina | All in you - Synapson feat. Anna Kova      | Gagnante  |
| Jenifer       | 2     | Leelou   | If I Ain't Got You - Alicia Keys           | Deuxième  |
| Matt Pokora   | 3     | Betyssam | Rather Be - Clean Bandit feat. Jess Glynne | Troisième |

## Audiences
| Épisode | Jour et horaire de diffusion                                      | Téléspectateurs | Parts de marché sur les 4 ans et plus | Classement des audiences de la soirée | Référence |
| ------- | ----------------------------------------------------------------- | --------------- | ------------------------------------- | ------------------------------------- | --------- |
| 1       | Samedi 19 août 2017 (Audition à l'aveugle 1) 21:00 – 23:20        | 3 782 000       | 23,7 %                                | 1er                                   | [ 3 ]     |
| 2       | Samedi 26 août 2017 (Audition à l'aveugle 2) 21:00-23:20          | 3 839 000       | 24 %                                  | 1er                                   | [ 4 ]     |
| 3       | Samedi 2 septembre 2017 (Audition à l'aveugle 3) 21:00-23:20      | 4 636 000       | 24,6 %                                | 1er                                   | [ 5 ]     |
| 4       | Samedi 9 septembre 2017 (Audition à l'aveugle 4) 21:00-23:20      | 4 619 000       | 23,8 %                                | 1er                                   | [ 6 ]     |
| 5       | Samedi 16 septembre 2017 (Les Battles) 21:00-23:20                | 4 303 000       | 25,1 %                                | 1er                                   | [ 7 ]     |
| 6       | Samedi 23 septembre 2017 (Demi-finale) 21:00-23:20                | 4 252 000       | 23,1 %                                | 1er                                   | [ 8 ]     |
| 7       | Samedi 30 septembre 2017 (Finale diffusée en différé) 21:00-23:20 | 4 430 000       | 22,4 %                                | 2e                                    | [ 10 ]    |

Légende :
En fond vert  = Les plus hauts chiffres d'audiences/PDM
En fond rouge = Les plus bas chiffres d'audiences/PDM

### Note
1. ↑  Cet épisode a été filmé le 1er novembre 2016. Angelina a fêté ses 10 ans seulement trois jours plus tard.
2. ↑  Depuis septembre 2016, les divertissements retransmis en direct sur TF1 possèdent un léger différé de deux à cinq minutes environ afin de maîtriser l'antenne et éviter toute situation non contrôlée (intrusion en plateau ou attaque terroriste par exemple)[9].